# Magical Twilight
Magical Twilight (jap. マジカルトワイライト, Majikaru Towairaito) ist ein Hentai-Manga von Yuuki (悠宇樹), der auch als pornografische OVA umgesetzt wurde.

## Handlung
Alles beginnt damit, dass Chipple, eine angehende weiße Hexe, nun zum dritten Mal die schriftliche Abschlussprüfung auf der Hexenakademie nicht bestanden hat. Um jedoch trotzdem ihren Abschluss noch hinzubekommen, erhält sie eine praktische Prüfung. Diese Prüfung besteht darin, dass sie sich auf die Erde begeben muss und das Herz des jungen Tsubasa für sich gewinnen muss. Damit für Chipple diese Aufgabe nicht zu einfach wird, bekommt eine weitere angehende weiße Hexe, mit dem Namen Irene, den genau gleichen Auftrag. Somit beginnt der Wettstreit zwischen den beiden. Chipple versucht es mit Freundlichkeit und Hilfsbereitschaft das Herz von Tsubasa zu gewinnen. Irene jedoch ist der Meinung, dass man sein Herz nur durch Einsatz der weiblichen Vorzüge gewinnen kann. 2 Hexen sind nicht genug, denn eine dritte Hexe stößt dazu. Sie ist im Gegensatz zu den beiden andern eine schwarze Hexe. Dadurch unterscheidet sich natürlich auch ihre Aufgabe, denn sie muss nicht das Herz von Tsubasa gewinnen, sondern muss ihn töten.

## Charaktere
Tsubasa ist ein ganz normaler Junge, der sich auf seine dritte Abschlussprüfung vorbereitet.
Chipple ist die erste Hexe. Sie hat den Auftrag, Tsukasa dazu zu bringen, sie zu mögen. Sie versucht, das Herz von Tsubasa mit Hilfe ihrer Freundlichkeit und ihren Kochkünsten zu gewinnen.
Irene ist die zweite Hexe. Sie hat den gleichen Auftrag wie Chipple, im Gegensatz zu Chipple glaubt sie jedoch, dass sie das Herz des Jungen durch körperliche Freuden gewinnen kann. Deswegen versucht sie bei jeder Gelegenheit, mit ihm zu schlafen. 
Liv ist die dritte Hexe. Im Gegensatz zu den andern beiden Hexen ist ihr Auftrag, Tsubasa zu töten. 
Tatsuhiko ist der beste Freund von Tsubasa.

## Manga
Der Manga wurde von Yuuki gezeichnet und erschien beim Verlag Akane Shinsha. Im Juli 1992 wurden die Kapitel in einem Sammelband (Tankōbon, ISBN 4871820610) zusammengefasst.

## Anime
Magical Twilight wurde zwischen 1994 und 1995 von AIC produziert und erschien als 3-teilige OVA Serie. Er wurde von Pink Pineapple vertrieben.
In den USA erschien er bei ADV Films.